# 納谷幸男
納谷 幸男（なや ゆきお、1994年8月17日 - ）は、日本の男性プロレスラー。血液型B型。DDTプロレスリング所属。東京都江東区出身。
父親は元関脇・貴闘力忠茂（16代大嶽）、母親は第48代横綱・大鵬幸喜の三女（2018年11月より大鵬企画の代表取締役）である。大嶽部屋に所属する納谷幸林（長弟）、王鵬幸之介（次弟）、夢道鵬幸成（末弟）は弟。従兄は元大相撲力士の若闘力。母方の曾祖父はマルキャン・ボリシコ。

## 経歴
生まれたときには、父親の貴闘力は現役力士（小結）であった。1994年、男4兄弟の長男として誕生している。母方の祖父の大鵬は孫たちに相撲を強制することは無かったが、父親の貴闘力は「4人とも力士にする」という絶対的な方針のもとに息子たちを育てた。幼稚園の頃から強制的な稽古が始まり、逃げると父親に捕まえられて引きずって行かれ、それでも抵抗するとゴミ箱に放り込まれた。状況によっては当時実家の隣にあった祖父の家に逃げることもあった。
他の子どものようにサッカーや野球をやるという選択肢が無い状態であり、父親に希望をいうことも出来なかったという。小学校の作文では波風が立たないように「力士になりたい」と書いていたが、相撲は大嫌いだった。
経済状況は他の相撲部屋の同世代の子供達と比べると決して恵まれていた方ではなく、お年玉は親に預けると父親が全額ギャンブルに使い込んだ。小学校時代の納谷は父親が野球中継を見ながら新聞に○×を付けているのを見ており、後に野球賭博を行っていたのだと察した。
中学1年で鳥取市立西中学校に相撲留学したが2ヶ月で断念、江東区立深川第六中学校に戻った。
納谷本人の述懐によると、小学4年次の相撲合宿で相撲界独特の上下関係に直面し、衝撃と嫌悪感を感じていた。そのため、鳥取への相撲留学をさせようとしている父親に泣いて止めてと頼んでいる。聞き入れない父親に無理やり鳥取に行かされたが、納谷は鳥取での環境に馴染むことは出来なかった。ゴールデンウィークに帰省した際に祖父に訴え、祖父と父親の激しい言い合いの末に東京に戻ることが出来たという。
その後は、反動で父親の言うことを聞かず無視するようになり、相撲をやらなくなって帰宅部として友達と遊ぶ日々を送るようになった。
2010年5月に大相撲野球賭博問題が報道上で表面化する前、納谷は中学3年生から高校1年生だった。その頃に記者が家の前にズラリと並んでいるのを見て、何らかの不祥事が父親の周りで起こったのだと直感した。その前にも露鵬の問題行動など大嶽部屋（旧・大鵬部屋）関連の不祥事が起こるたびに記者が実家に来ていたので、納谷としては「ああ、またか」という感じであったという。父親が野球賭博問題で日本相撲協会を解雇された際は、それまでの父親の賭博癖、実家の金の賭博への使い込みを目の当たりにしていたので、怒りや失望の感情すら湧くことはなかった。
埼玉栄高校の山田道紀監督の熱意に絆されて何となく進学を決め、3年間相撲部に籍を置いていたが、相撲部での練習は1年生までで止めている。2年次にこのままではいけないと思い、自分の意志でキックボクシングを始め、短期間ながら藤原敏男のもとで指導を受けた。
高校卒業後の2013年、佐山聡率いる掣圏真陰流に入門。この時点では武道家、ひいては総合格闘家としての練習を行っていくものとされたが、佐山は入門時点でプロレスデビューの可能性も示唆していた。入門後、同じく佐山が率いるリアルジャパンプロレスのセコンドや雑用の業務も行っている。
2017年9月14日、リアルジャパンプロレス後楽園ホール大会の雷神矢口戦でデビュー。2015年に内臓の病気で手術をして、1年程度療養を行うなどしたため、デビューまでに4年半の歳月を要した。総合格闘家からプロレスラーへの転向について、佐山から「プロレスラーにならないか」と打診があったことを後に明かしている。
2019年5月1日、リアルジャパンプロレスからDDTプロレスリングに移籍。このDDTへの移籍により、全日本プロレス出身で大男のプロレスを熟知している秋山準のコーチを受けたことや、その後火野裕士とタッグを組み試合運びを学んだことで、自身のファイトスタイルの方向性を見い出す。
同年11月26日放送の日本テレビ『踊る!さんま御殿!!』に出演し、「おやじと同じことをしたくないなっていうのがあって、ちょっとおやじに色々あった時（2010年の大相撲野球賭博問題での相撲協会解雇と両親の離婚）がすごい思春期だったので」と語っている。
プロレス界入りを機に、礼儀を尽くし人の喜ぶことをする姿を知って父親を見直し、疎遠だった関係は修復された。自分の属する業界が父親の暴露の範囲に入らないプロレス界であることもあって、兄弟の中では父親と最も仲が良いという。
2020年12月23日に行われた「大仁田厚 vs クロちゃん！クリスマス最終決戦！スカイツリー路上電流爆破プロレス！」の第3試合でHARASHIMAと組んで、父・貴闘力が経営する焼肉ドラゴ東京スカイツリー駅前店内と店の前で大石真翔、中村圭吾組と対戦。2015年以来、プロレスの試合から遠ざかっていた父・貴闘力も乱入した。
2022年11月に行われたD王 GRAND PRIX 2022では初出場ながらKO-D無差別級王座保持者であった樋口和貞を破るなど快進撃を続け4勝1敗でBブロックを1位通過するも12月4日に行われた優勝決定戦ではAブロック代表の上野勇希に敗れた。
2023年から2024年にかけて行われたD王 GRAND PRIX 2023では昨年に続いて決勝進出。遠藤哲哉との激闘の末に勝利、悲願の初優勝を飾った。
2025年6月29日に行われたKO-Dタッグ選手権試合にて、同期の飯野雄貴と組み王者阿部史典、野村卓矢組に挑戦。見事阿部から3カウントを奪取し第87代KO-Dチャンピオンとなった。試合後、飯野納谷組のタッグチーム名「The Apex」を発表した。

## 得意技

### フィニッシュ・ホールド
世界一のバックドロップ
チョークスラム　

### 投げ技
雪崩式チョークスラム
雪崩式で繰り出すチョークスラム。コーナー上の相手を捕らえて繰り出す大車輪式に比べるとロープ上の不安定な足場で相手を担ぎ上げるため難易度が高く、使用できる選手は決して多くないレア技。

### 打撃技
ランニングニーバット
各種キック

### 絞め技
拷問式コブラツイスト

## タイトル歴
DDTプロレスリング
- KO-Dタッグ王座
  - 第87代（パートナーは飯野雄貴）
- KO-D8人タッグ王座
  - 第4代（パートナーは高木三四郎＆力＆なべやかん）
- D王 GRAND PRIX 優勝（2023年）

## 入場曲
- MONOGATARE （森空青 feat. STEVIE、増倉義将、小寺可南子、原田謙太）
  - 2022年11月1日の後楽園ホール大会・D王 GRAND PRIX2022開幕戦より使用。作詞を時田貴司が担当。
- TRY AGAIN （Fire Bomber、アニメ「マクロス7」挿入歌）

## 出演

### CM
- ザ★ハンバーグ「家で食えたらいいよなぁ〜篇」「たまらんぞ篇」（2021年10月、味の素冷凍食品）[28]

### ドラマ
- 仮面ライダーガッチャード 第5話・第46話（2023年10月1日・2024年7月28日、テレビ朝日） 剛力（ゴーレム剛力） 役
- 龍が如く〜Beyond the Game〜（2024年10月25日、Amazon Prime Video）相撲レスラー HAYATE 役[29]

### 配信映画
- ナックルガール（2023年11月2日、Amazon Prime Video） - 鬼頭雄大 役 [30]